# Герб Мозыря
Герб Мозыря (бел. Герб Мазыра) — официальный геральдический символ города Мозыря и Мозырского района Гомельской области Беларуси, наряду с городским флагом и гимном. Впервые утверждён в 1577 году, восстановлен решением XII сессии городского Совета депутатов № 80 от 22 февраля 1994 года. Внесён в Гербовый матрикул Беларуси 18 мая 2001 года (№ 61).

## Описание
На голубом гербовом щите с вырезами по бокам („барочной формы“) чёрный гербовый орёл с золотым языком и лапами, с удлинённым „готическим“ хвостом

## История

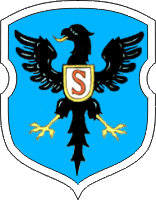
Герб Мозыря 1609 года

Магдебургское право и собственный герб город получил 28 января 1577 года согласно грамоте Стефана Батория. Сначала на печати города был изображён одноглавый орел (вероятно, на груди орла был изображён герб Радзивиллов «Трубы»). Королевской грамотой 1609 года король Речи Посполитой Сигизмунд lll Ваза утвердил городской герб в виде чёрного орла на фигурном щите голубого фона с распростертыми крыльями и головой, повернутой в правую сторону. На серебристом щите, расположенном на груди орла, появилась латинская буква S. Привелеем 1680 года герб был подтверждён. Орёл со щитком на груди был гербом князей Радзивиллов; по одной из версий буква S является монограмой Стефана Батория (Stefan Batory).

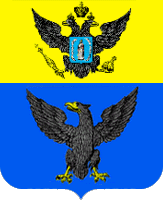
Герб Мозыря 1796 года

После вхождения Мозыря в состав Российской империи 22 января 1796 год (закон №17435) был утверждён видоизменённый герб: «В верхней части герб Минский. В нижней, в голубом поле, чёрный орёл, распростерший свои крылья. Сей герб король польский Сигизмунд III дал сему городу в 1609 году, сентября 10 дня». В 1860 году составлен проект герба Мозыря по новым правилам: «В лазоревом щите золотой орёл с червлёными глазами и языком. В вольной части герб Минской губернии». Щит увенчан серебряной городской короной, за щитом положены накрест золотые молотки, соединённые Александровской лентой. Герб не был утверждён официально.
В 1994 году был принят современный вариант герба.